# 최나래 (배우)
최나래(1977년 ~ )는 대한민국의 배우이다.

## 생애

### 이력
본관은 강릉(江陵)이며 배우 최종원의 슬하 2녀 가운데 장녀(長女)이기도 한 그녀는 1996년 7월에 뮤지컬 배우 첫 데뷔를 하였고 이듬해 1997년 3월에 연극배우 데뷔하였으며 2002년 영화 《투 해피 투 다이》의 단역 출연을 통하여 영화배우 데뷔하였다.

### 학력
- 1990년 서울대학교 사범대학 부설초등학교
- 1993년 덕성여자중학교
- 1996년 풍문여자고등학교
- 1998년 서울예술전문대학 연극학과 전문학사

## 출연작

### 뮤지컬
- 1996년 《포기와 베스》 ... 딸기 장수 여자 역(여자 단역)
- 1998년 《시카고》 ... 메리 선샤인 역(여자 조연)

### 연극
- 1997년 《햄릿》 ... 오필리어 역(여자 단역)
- 1999년 《젊은 베르테르의 슬픔》 ... 하를로테 부프 역(여자 주연)

### 영화
- 2002년 《투 해피 투 다이》 ... (단역)
- 2012년 《페이스 메이커》 ... (단역)

### TV 시리즈
- 2009년 KBS2 일일드라마 《장화, 홍련》

### TV 프로그램
- 2009년 KBS2 《여유만만》
- 2014년 MBC 《세바퀴》

### 라디오 프로그램
- 2015년 EBS FM 《EBS 책 읽는 라디오 낭독 시리즈》